# ダッジ・デュランゴ
ダッジ・デュランゴ（Dodge Durango）は、アメリカ合衆国の自動車メーカークライスラー（現 伊・米フィアット・クライスラー・オートモービルズ）がダッジブランドで製造・販売しているフルサイズSUV。

## 概要
本国（アメリカ合衆国）では、ダッジ・ラムチャージャーの後継車種としてピックアップトラックベースのミッドサイズSUVとして導入されたが、後にフルサイズに移行した。
初代モデルはミッドサイズSUVとして初の3列シートを採用、後輪駆動と四輪駆動があり、グレード構成は「SLT」「SLT+」「RT」となり、搭載エンジンは排気量4.8L/5.2L/5.9Lである。
2代目モデルはクライスラー・アスペンと大部分のメカニズムを共用し、搭載エンジンも新世代V型8気筒エンジンHEMI5.7が選べるようになった。
3代目となる現行モデルからはモノコックボディとなり、メルセデス・ベンツ・GLクラス（X164）とプラットフォームを共有する。日本への正規輸入はされていない。

## 初代（1998 - 2003年）
デュランゴは、頑丈なトラックをベースとする7人乗りのSUVとして発売され、適切に装着されていれば最大7500ポンド（3400 kg）まで牽引可能だった。デュランゴはベースとなったピックアップのダコタと前端部、インストゥルメントパネル、およびフロントシートを共有していた。デュランゴの8人乗り仕様の当初のデザインは、多くの古いステーションワゴンのような、後ろ向きの3列目シートが装備されていた。より実用的な前向きの3列目シート用にスペースを確保するために、ダッジはフロントドアの長さを短縮し、ルーフの高さを2インチ（5 cm）上げて、後部乗員の視界が得られるシート配置を実現させた。デュランゴのルーフラックは、持ち上げられたルーフの外観を隠すように設計された。
2000年には5.2L マグナムV8に代わり、4.7L マグナムV8が搭載された。ただし2000年初頭までは5.2Lのモデルも選択可能だった。同年、R/Tと呼ばれる5.9L マグナムV8を搭載する四輪駆動の特別な高性能バージョンが発売された。1999年と2000年には、スーパーチャージャーが追加され最大出力360hp（270 kW; 360 ps）、最大トルク412lb-ft（559 Nm）を発生する5.9L マグナムV8を搭載するシェルビーS.P.360バージョンが限定モデルとして発売された。外観では、ホイール、タイヤ、サスペンション、バンパーなどが専用品となり、ボディ中央に2本の白いストライプが装着されたヴァイパー用のブルーが標準のボディカラーとされた。0-60マイル加速は7.1秒を誇り、最高速度は142mph（229 km/h）だった。

### 年次改良

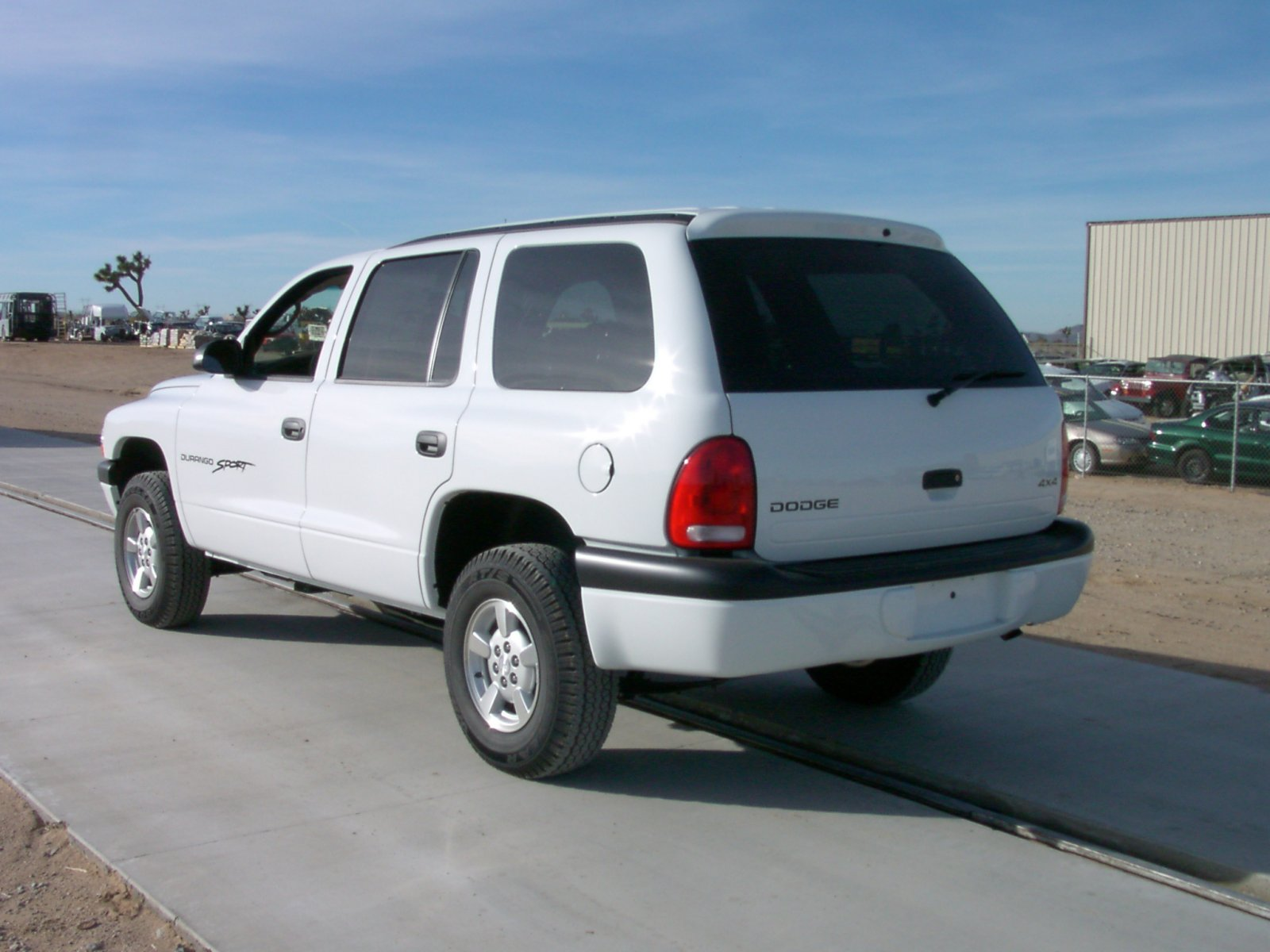
デュランゴ Sport 2001年モデル

1999年には後輪駆動モデルが追加された。3.9L マグナムV6が搭載されたが、販売は不調だった。翌年には小改良が実施され、2つの新しいボディカラー、6x9インチ（150 mm x 230 mm）のヒーター付バックミラー、ステアリング内蔵リモコンなど、注目すべきオプションが提供された。レザーシートはSLT Plusモデルで標準装備、ボディカラー同色のホイールフレアはSLT Plusと四輪駆動モデルで標準装備となった。
2000年モデルには、四輪駆動モデルの標準エンジンとして実績のある5.2L マグナムV8に代えて新しく4.7L マグナムV8が搭載された。3.9L マグナムV6は廃止され、V8エンジンのみが継続して製造された。高性能バージョンのR/Tには、高出力化された5.9L マグナムV8と四輪駆動が搭載された。
2001年には、内装の仕様向上に重点が置かれ、内装パネル、ダッシュボード上のつまみ類、インストゥルメントパネル、オーバーヘッドコンソール、およびステアリングホイールがすべて変更された。四輪駆動モデルのトランスファーセレクターは、コンソールの手動レバーからダッシュボードのスイッチに変更された。メータークラスターが更新され、電子車両情報センターがオーバーヘッドコンソールに組み込まれた。後部乗員の快適性向上のために、前後独立温度調整システムが標準装備として追加された。オーディオシステムはすべてのモデルで改善され、SXスピーカーが標準装備された。小改良が実施されたその他の項目には、ドアパネル、シートの修正、アルミホイール、トリムオプションの見直しなどがあった。
2002年には、新しくSXTが入門レベルのトリムパッケージとして追加された。安全のためにサイドカーテンエアバッグがオプションとして追加された。2003年にはメカニズムの小改良が実施され、4輪ディスクブレーキの追加がとくに注目される点だった。
1999年、5.2L V8、および5.9L V8を搭載した四輪駆動モデルが、衝突テストにおいて10点満点中6.8点を獲得した。

### トリムレベル
- SLT - 1997-2003年 : 1998-2000年の最下位、基本的装備、2001-2003年は中位、SLTエンブレム。
- SLT Plus - 1997-2003年 : 1998年-2003年の最上位、快適装備、SLTがベース、SLT PlusエンブレムではなくSLTエンブレムのみ装着。
- Sports - 2000-2003年 : 2000-2003年の下位、基本的装備、SXTがベース、Sportsデカール。
- SXT - 2000-2003年 : 2000-2003年の最下位、基本的装備、SXTデカール。
- R/T - 2000-2003年 : 2000-2003年の『高性能』版、快適かつ性能重視の装備、SLT Plusがベース、R/Tエンブレム。

SLT、SLT Plus、およびSportでは3.9L マグナムV6が（1999年初頭から）標準で搭載され、5.2L、および5.9L マグナムV8がオプションとして選択可能、その後4.7LのパワーテックV8が標準、5.9L マグナムV8がオプションに変更。R/TとS.P.360には5.9L マグナムV8が標準搭載。

## 2代目（2004 - 2009年）

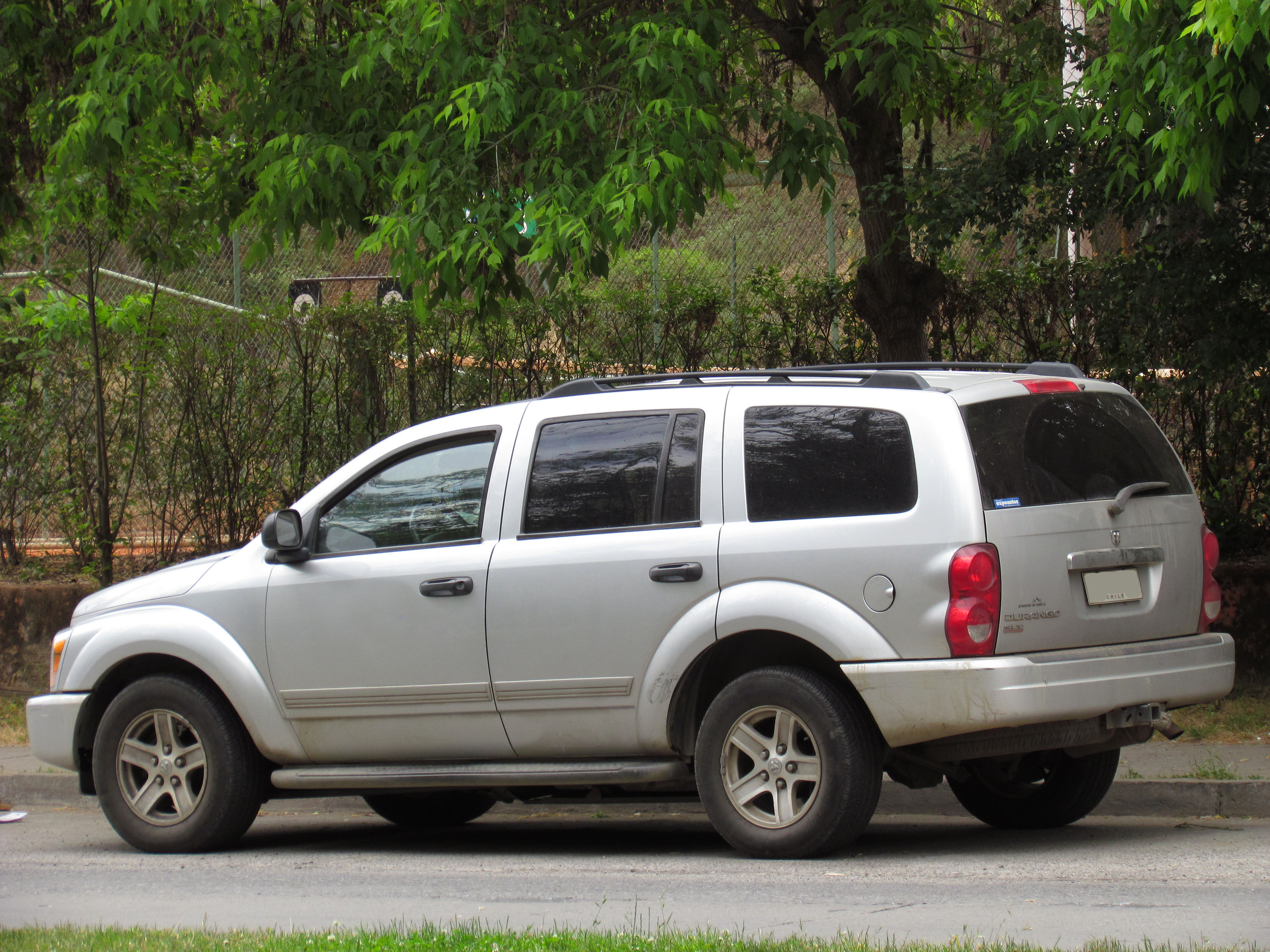
デュランゴ SLT 2005年モデル

2代目のデュランゴは、2003年北米国際オートショーでデュランゴR/Tコンセプトと称するコンセプトモデルとして最初に予告された。このモデルは姉妹車であるダコタの直前に販売が開始された。ダコタと同様に、このモデルでは完全な閉断面形状のフレームなどを、大型ピックアップのラムと共有していた。初代と比較して、全長が7インチ（180 mm）、全幅が2インチ（51mm）、全高が3インチ（76mm）拡大された。また、3列目シートを3名ぶんの幅とすることで8名ぶんのシートを確保した。デザインはおもに1999年に公開されたダッジ・パワーワゴンコンセプトとその流れを汲むダッジ・パワーボックスコンセプト、および2003-2004年に公開されたデュランゴR/Tコンセプトのスタイリングが原型となっていた。
2004年には、車軸懸架リアアクスルが新しいコイルスプリング式サスペンションに変更された。ワッツリンケージの採用によって、荷室の低床化と拡大を実現した。

### トリムレベル
- SXT - 2003-2009年 : 最下位、基本的装備。
- SLT - 2003-2009年 : 値頃感重視、付加価値装備、快適装備はオプション。
- Adventurer - 2005-2007年 : 値頃感重視かつ『オフロードルック』、付加価値装備、快適装備はオプション。
- Limited - 2003-2009年 : 最上位、快適装備。

すべてのトリムレベルで4.7L パワーテックV8エンジンが標準搭載されたが、SXT以外のすべてのトリムレベルで5.7L HEMI V8が選択可能だった。SXTでは5.7L HEMI V8のオプションの代わりに3.7LパワーテックV6が標準搭載されたが、V6エンジンのオプションはSXTのみ、2004年から2007年までに限って選択可能だった。
2004年モデルのデュランゴは、ダイムラークライスラー（当時）のラインナップにおいて、5.7L HEMI V8を搭載する初のSUVになっただけでなく、新デザインのラジオや近代化された内装も備えていた。

### フェイスリフト

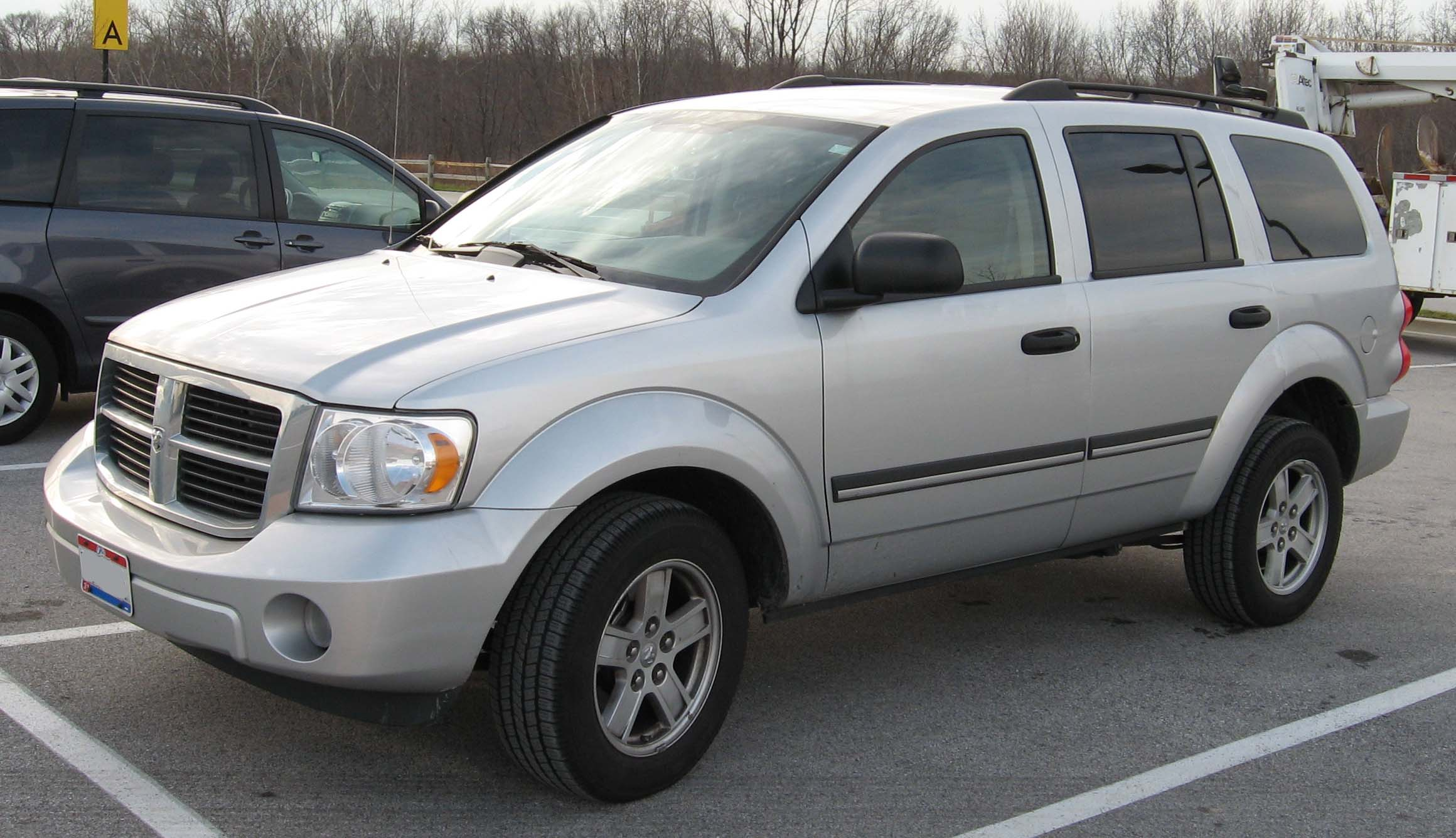
デュランゴ 2007年モデル

2007年モデルではフェイスリフトが実施され、2006年4月にダラス・オートショーで初公開された。グリル、フード、ヘッドライト、フェンダー、およびホイールが変更された。新しい機能として、電子安定性制御、タイヤ圧力監視システム、後方駐車アシスト、ワンタッチターンシグナルなどが追加された。

ダイムラークライスラーは、2006年にクライスラー・アスペンと称するデュランゴをベースにしたミッドサイズSUVを2007年モデルとして導入した。

### 廃止
2008年10月、クライスラーはデュランゴとアスペンを製造していたデラウェア州のニューアーク工場を2009年末までに閉鎖、これに伴い両車種の2009年モデル限りでの製造終了が決定したことを公表し、同年12月19日に製造を終了した。

## 3代目（2011年 -）
2009年モデル限りでデュランゴの製造終了を発表した後、ダッジは3代目となるデュランゴのティーザー写真を2010年8月16日にインターネットで公開した。2011年モデルは2代目のチャージャーとともに2010年12月14日より製造が開始され、2011年1月中旬に販売が開始された。
3代目のデュランゴは、ミシガン州デトロイトのジェファーソン北組み立て工場でジープ・グランドチェロキーとともに製造され、グランドチェロキーと組み立てライン、ランニングギア、パワートレイン、およびシャーシが共有された。デュランゴのホイールベースはグランドチェロキーより長く、2列シートのグランドチェロキーに対して3列シートを採用した。

### トリムレベル
- Express - 2011年のみ : 最下位、基本的装備、3.6LのペンタスターV6のみ。
- Crew - 2011-2013年 : 付加価値、追加された装備、快適装備はオプション、3.6LペンタスターV6または5.7L HEMI V8。
- SXT - 2012年- : 最下位、基本的装備、3.6LペンタスターV6のみ。
- SXT Plus - 2014年- : 下位、基本的装備、3.6LペンタスターV6のみ。
- Crew Plus - 2010-2013年 : 上位、快適装備、3.6LペンタスターV6または5.7L HEMI V8。
- Limited - 2014-2016年 : 上位、快適装備、3.6LのペンタスターV6または5.7リットルのHEMI V8。
- GT - 2017年- : Limitedから入れ替えられたスポーティー版、3.6LのペンタスターV6のみ。
- R/T - 2011年- : スポーティー版、スポーティーなディテール、5.7LのHEMI V8のみ。2001年以来初めてデュランゴのラインナップに復活。
- Citadel - 2011年- : 最上位、快適装備、3.6LペンタスターV6または5.7L HEMI V8。
- SRT - 2018年モデルとして2017年12月より発売[7] : 6.4L V8。

2012年より政府機関向け限定でSpecial Service Packageが販売された。これはSXTがベースとなっているが、一般向けには設定がない5.7L HEMI V8を搭載していた。

### パワートレイン
3代目のデュランゴには3種類のエンジンが搭載された。標準エンジンは新型となる3.6LのV6エンジンで、4800rpmで最大出力290hp（220 kW; 290 ps）、最大トルク260lb-ft（350 Nm）を発生し、1600-6400rpmの範囲で最大トルクの90％が得られた。このペンタスターV6にはメルセデス製5速AT・W5A580が組み合わされた。復活した5.7LのHEMI VVT V8は最大出力360hp（268 kW; 365 ps）、最大トルク390lb-ft（529 Nm）を発生し、5速AT・545RFEが組み合わされた。HEMI V8にはおもに車両が水平路面を一定速度で走行中に有効となる『fuel-saver』（気筒休止）モードも導入された。

### アップデート

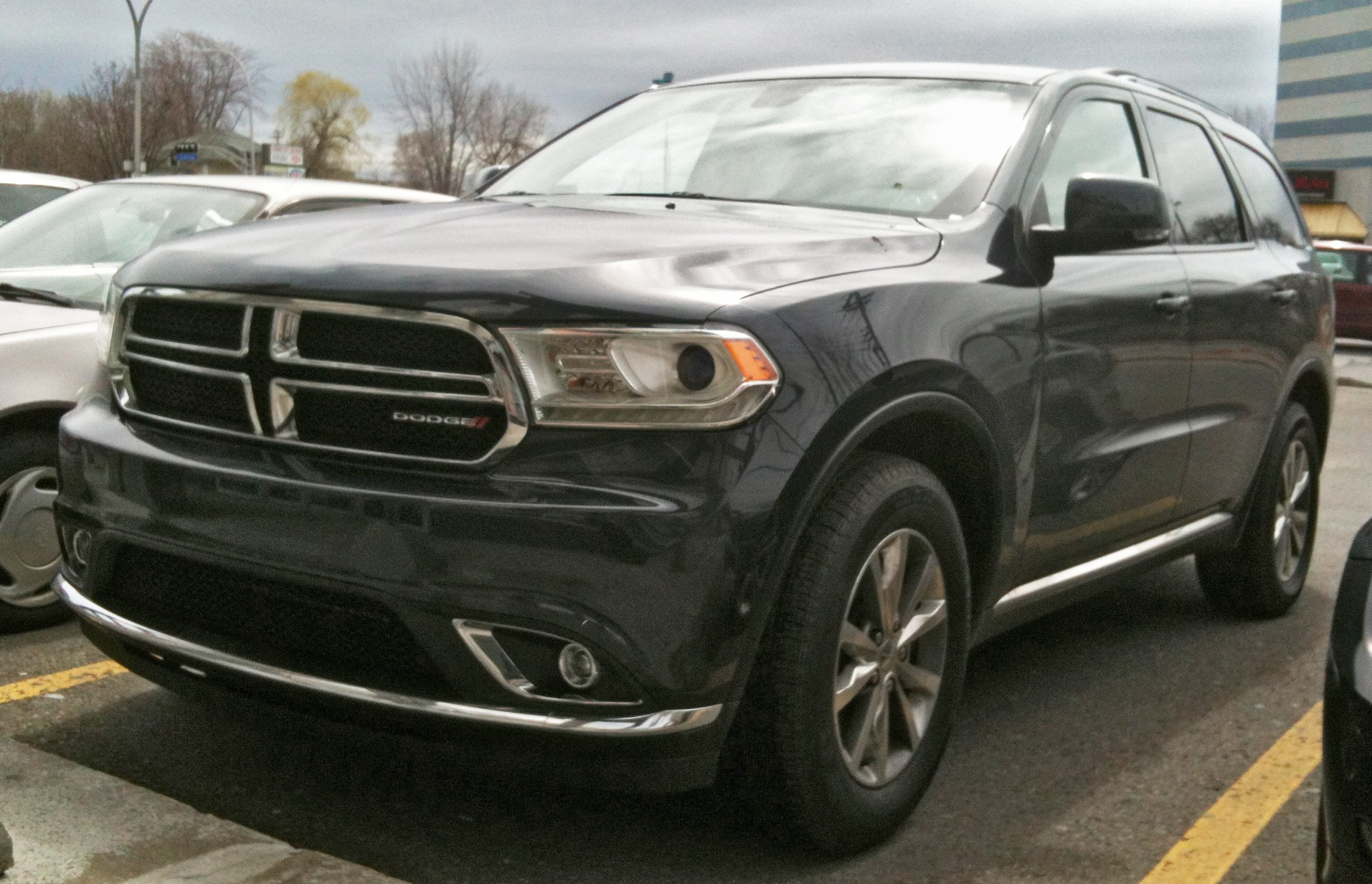
デュランゴ 2014年モデル

ダッジは2013年ニューヨーク国際オートショーで2014年モデルのデュランゴを発表した。2014年モデルでは、よりスポーティーなボディライン、8速AT、黒色の樹脂製バンパーを含むRallyeのような新デザインのトリムパッケージの設定などのデザイン変更が実施された。テールランプはチャージャーやダートに似た1灯LEDの『Racetrack』仕様に刷新された。内装ではステアリングホイール、メータークラスター、回転式シフトノブが変更され、最初にダートが採用した再構成可能な7インチTFT液晶ディスプレイが追加された。
2015年には、radar redレザーシート、0.8インチ（20 mm）ローダウン、黒色ヘッドランプベゼル、HIDロービーム、LEDデイタイムランニングライト、追加オプションでシートへのR/T刺繍、サブウーファー付き9スピーカー・オーディオシステム、ZF製8速ATと組み合わされる最大出力360hpを発生する5.7リットルのHEMI、および黒色で仕上げられた20インチGranite Crystalホイールで構成される、Premium Nappa LeatherグループオプションがR/Tに導入された。
2016年モデルでの変更点はなかったが、CitadelにはAnodized Platinum、LimitedにはBrass Monkeyと呼ばれるパッケージオプションが追加された。
2017年には新設されたGTと入れ替わりにLimitedが廃止され、SXTに2列シートの5人乗り仕様が追加された。